# Primi ministri della Nuova Zelanda
Quanto segue è un elenco dei Primi ministri della Nuova Zelanda (e ancor prima del Dominion della Nuova Zelanda, fino al 1947) dal 1856 ad oggi. 

## Lista dei Primi ministri
| N°   | Primo ministro | Primo ministro | Primo ministro                | Mandato           | Mandato           | Elezioni               | Partito    |
| N°   | Primo ministro | Primo ministro | Primo ministro                | Inizio            | Fine              | Elezioni               | Partito    |
| ---- | -------------- | -------------- | ----------------------------- | ----------------- | ----------------- | ---------------------- | ---------- |
| 1    |                |                | Henry Sewell                  | 7 maggio 1856     | 20 maggio 1856    |                        | nessuno    |
| 2    |                |                | William Fox                   | 20 maggio 1856    | 2 giugno 1856     |                        | nessuno    |
| 3    |                |                | Edward Stafford               | 2 giugno 1856     | 12 luglio 1861    |                        | nessuno    |
| (2)  |                |                | William Fox 2º mandato        | 12 luglio 1861    | 6 agosto 1862     |                        | nessuno    |
| 4    |                |                | Alfred Domett                 | 6 agosto 1862     | 30 ottobre 1863   |                        | nessuno    |
| 5    |                |                | Frederick Whitaker            | 30 ottobre 1863   | 24 novembre 1864  |                        | nessuno    |
| 6    |                |                | Frederick Weld                | 24 novembre 1864  | 16 ottobre 1865   |                        | nessuno    |
| (3)  |                |                | Edward Stafford 2º mandato    | 16 ottobre 1865   | 28 giugno 1869    |                        | nessuno    |
| (2)  |                |                | William Fox 3º mandato        | 28 giugno 1869    | 10 settembre 1872 |                        | nessuno    |
| (3)  |                |                | Edward Stafford 3º mandato    | 10 settembre 1872 | 11 ottobre 1872   |                        | nessuno    |
| 7    |                |                | George Waterhouse             | 11 ottobre 1872   | 3 marzo 1873      |                        | nessuno    |
| (2)  |                |                | William Fox 4º mandato        | 3 marzo 1873      | 8 aprile 1873     |                        | nessuno    |
| 8    |                |                | Julius Vogel                  | 8 aprile 1873     | 6 luglio 1875     |                        | nessuno    |
| 9    |                |                | Daniel Pollen                 | 6 luglio 1875     | 15 febbraio 1876  |                        | nessuno    |
| (8)  |                |                | Julius Vogel 2º mandato       | 15 febbraio 1876  | 1º settembre 1876 |                        | nessuno    |
| 10   |                |                | Harry Atkinson                | 1º settembre 1876 | 13 ottobre 1877   |                        | nessuno    |
| 11   |                |                | George Grey                   | 13 ottobre 1877   | 8 ottobre 1879    |                        | nessuno    |
| 12   |                |                | John Hall                     | 8 ottobre 1879    | 21 aprile 1882    |                        | nessuno    |
| (5)  |                |                | Frederick Whitaker 2º mandato | 21 aprile 1882    | 25 settembre 1883 |                        | nessuno    |
| (10) |                |                | Harry Atkinson 2º mandato     | 25 settembre 1883 | 16 agosto 1884    |                        | nessuno    |
| 13   |                |                | Robert Stout                  | 16 agosto 1884    | 28 agosto 1884    |                        | nessuno    |
| (10) |                |                | Harry Atkinson 3º mandato     | 28 agosto 1884    | 3 settembre 1884  |                        | nessuno    |
| (13) |                |                | Robert Stout 2º mandato       | 3 settembre 1884  | 8 ottobre 1887    |                        | nessuno    |
| (10) |                |                | Harry Atkinson 4º mandato     | 8 ottobre 1887    | 24 gennaio 1891   |                        | nessuno    |
| 14   |                |                | John Ballance                 | 24 gennaio 1891   | 27 aprile 1893    |                        | Liberale   |
| 15   |                |                | Richard Seddon                | 27 aprile 1893    | 10 giugno 1906    |                        | Liberale   |
| 16   |                |                | William Hall-Jones            | 10 giugno 1906    | 6 agosto 1906     |                        | Liberale   |
| 17   |                |                | Joseph Ward                   | 6 agosto 1906     | 28 marzo 1912     |                        | Liberale   |
| 18   |                |                | Thomas Mackenzie              | 28 marzo 1912     | 10 luglio 1912    |                        | Liberale   |
| 19   |                |                | William Massey                | 10 luglio 1912    | 10 maggio 1925    |                        | Riformista |
| 20   |                |                | Francis Bell                  | 10 maggio 1925    | 30 maggio 1925    |                        | Riformista |
| 21   |                |                | Gordon Coates                 | 30 maggio 1925    | 10 dicembre 1928  |                        | Riformista |
| (17) |                |                | Joseph Ward 2º mandato        | 10 dicembre 1928  | 28 maggio 1930    |                        | Unito      |
| 22   |                |                | George Forbes                 | 28 maggio 1930    | 6 dicembre 1935   |                        | Unito      |
| 23   |                |                | Michael Joseph Savage         | 6 dicembre 1935   | 27 marzo 1940     | 1935, 1938             | Laburista  |
| 24   |                |                | Peter Fraser                  | 27 marzo 1940     | 13 dicembre 1949  | 1943, 1946             | Laburista  |
| 25   |                |                | Sidney Holland                | 13 dicembre 1949  | 20 settembre 1957 | 1949, 1951, 1954       | Nazionale  |
| 26   |                |                | Keith Holyoake                | 20 settembre 1957 | 12 dicembre 1957  | –                      | Nazionale  |
| 27   |                |                | Walter Nash                   | 12 dicembre 1957  | 12 dicembre 1960  | 1957                   | Laburista  |
| (26) |                |                | Keith Holyoake 2º mandato     | 12 dicembre 1960  | 7 febbraio 1972   | 1960, 1963, 1966, 1969 | Nazionale  |
| 28   |                |                | Jack Marshall                 | 7 febbraio 1972   | 8 dicembre 1972   | –                      | Nazionale  |
| 29   |                |                | Norman Kirk                   | 8 dicembre 1972   | 31 agosto 1974    | 1972                   | Laburista  |
| –    |                |                | Hugh Watt ad interim          | 31 agosto 1974    | 6 settembre 1974  | –                      | Laburista  |
| 30   |                |                | Bill Rowling                  | 6 settembre 1974  | 12 dicembre 1975  | –                      | Laburista  |
| 31   |                |                | Robert Muldoon                | 12 dicembre 1975  | 26 luglio 1984    | 1975, 1978, 1981       | Nazionale  |
| 32   |                |                | David Lange                   | 26 luglio 1984    | 8 agosto 1989     | 1984, 1987             | Laburista  |
| 33   |                |                | Geoffrey Palmer               | 8 agosto 1989     | 4 settembre 1990  | –                      | Laburista  |
| 34   |                |                | Mike Moore                    | 4 settembre 1990  | 2 novembre 1990   | –                      | Laburista  |
| 35   |                |                | Jim Bolger                    | 2 dicembre 1990   | 8 dicembre 1997   | 1990, 1993, 1996       | Nazionale  |
| 36   |                |                | Jenny Shipley                 | 8 dicembre 1997   | 5 dicembre 1999   | –                      | Nazionale  |
| 37   |                |                | Helen Clark                   | 5 dicembre 1999   | 19 novembre 2008  | 1999, 2002, 2005       | Laburista  |
| 38   |                |                | John Key                      | 19 novembre 2008  | 12 dicembre 2016  | 2008, 2011, 2014       | Nazionale  |
| 39   |                |                | Bill English                  | 12 dicembre 2016  | 26 ottobre 2017   | –                      | Nazionale  |
| 40   |                |                | Jacinda Ardern                | 26 ottobre 2017   | 25 gennaio 2023   | 2017, 2020             | Laburista  |
| 41   |                |                | Chris Hipkins                 | 25 gennaio 2023   | 27 novembre 2023  | –                      | Laburista  |
| 42   |                |                | Christopher Luxon             | 27 novembre 2023  | in carica         | 2023                   | Nazionale  |